# لسانيات النص
اللسانية تطرح إشكالية العلاقة بين الدال والمدلول الدلالة في علاقات اعتباطية لم تكتف بالإشارة إلى العلاقة بين الأسماء والمسميات، وبالتالي بين التصور ومفاهيم، وإنما تحاول إشراك الوعي الإبداعي في إثراء هذة العلاقات، خاصة وأن صلة النص الإبداعي بمدلوله الخارجي هي نموذج مبسط لعلاقة اللغة بالعالم.
واللسانية منذ بزوغ فجرها علي يد دي سوسير وهي تحاول تحليل مكونات اللغة، وتقديم نموذج لتحليل الخطاب وعناصره مثلما نجد في أعمال هاريس وبنفينست، وتشومسكي من تناولات تحليلية لمستوايات القول من أصغر وحدة، المفردة إلى أكبر وحدة؛ الخطاب. وذلك بالاعتماد على إجراءات (اللسانيات الوصفية) بهدف اكتشاف (بنية النص structure of the text)، ومن ثم الإعتماد على دراسة العلاقات التوزيعية بين الجمل من ناحيه، ثم ربط اللغة بسياق الموقف الاجتماعي من ناحيه أخرى. لكن سرعان ما تحوّل الأمر إلى دراسة لسانيات النص، أو ما عُرف باللسانيات النصية، التي تهتم بنحو النص.
يمكن تحديد مفهوم اللسانيات النصية كونه الإتجاه الذي يتخذ من النص محوراً للتحليل اللساني، فهو يبدأ من النص وينتهي به. ولهذا الاتجاه مجموعة من المصطلحات يعتمد عليها في أداء ما يوكل إليه من نماذج تحليلية، ويستمد منها الكثير من العلاقات الأسلوبية والنصية ومنها:

## المصطلح الأول (النص)
النص كائن لغوي يحمل في طياته عناصر صوتية وصرفية وتركيبية ودلالية تنتظم جميعا في بنية محكومة بقواعد التركيب.
ويري الأزهر الزناد أن «النص نسيج من الكلمات يترابط بعضها ببعض. وهذة الخيوط تجمع عناصرة المختلفة والمتباعدة في كل واحد»
يرتبط مصطلح النص بمصطلح آخر حديث النشأة نسبيا هو التناص، ويقصد بالتناص تلك العلاقات التي تنشأ بين نص أدبي وغيره من النصوص. تصف جوليا كريستيفا التناص بأنه نصوص تتم صناعتها عبر امتصاص وفي الوقت نفسه عبر هدم النصوص الأخرى للفضاء المتداخل نصيا. إذا فهو تعالق نصوص مع نص حديث بكيفيات مختلفة.
التناص مبني بصورة أساسية على علاقتة بالنص، فالتناص نوع من تأويل النص أو هو الفضاء الذي يتحرك فيه القارئ بحرية تامة.

### المصطلح الثاني: (نحوالجملة)
يتخذ هذا المصطلح من الجملة وحدة كبرى للتحليل اللغوي، ويقف عندها كمكوّن نحوي أساسي في هذا التحليل دون أن يتطرّق لما وراء الجملة، أو محددات السياق الذي يحيط بها. وقد نشأت فكرة نحو الجملة في إطار الدرسات اللغوية التي استظلت بفكرة البنيوية واتخذت في تطورها مسارات مختلفة، وأولت جانبا من همومها النظرية والتطبيقية لدراسة العمل الأدبي باعتباره نمطا متميزا من أنماط الاستعمال اللغوية.
وقد لقي هذا المصطلح الكثير من أوجه الاعتراض لقصوره عن متابعة التحليل بدقة، فاقترح مصطلح نحو النص.

### المصطلح الثالث (نحو النص)
يتأسس عمل هذا المصطلح على مصطلح نحو الجملة، وذلك لعدة أمور تتمثل في:
1. ليست كافية لكل المسائل الوصف اللغوي، فالحكم بقبول (جملة ما) دلاليا لا يمكن أن ينفصل عن السابقة عليها، دون الوقوف عليها وحدها.
2. أهمل مصطلح (نحو الجملة) السياق الإجتماعي رغم أهميته الكبرى في الدراسات اللغوية. فاللغة عبارة عن وسيلة اتصال بين أفراد المجتمع بهدف التوصل إلى غايات مقصودة. كما أن السياق من أهم العوامل الاتصال وأداء المعنى.

### المصطلح الرابع: الاتساق
هو التماسك الشديد بين الأجزاء المشكّلة لنص ما، ويكون الاهتمام فيه منصبّا على الوسائل اللغوية التي تربط بين العناصر المكونة للنص مثل: الإحالة (قبلية وبعدية)، والضمائر، والعطف، والاستبدال، والحذف، والمقارنة وغيرها من الوسائل.
ويترجم المصطلح إلي (السبك)، و (الربط)، و (التماسك).
وتأسيسا على هذا فإن السبك نوعان هما:
الأول: السبك المعجمي (lexical recurrence) ويكون بين المفردات، ويتحقق بوسيلتين:
1. التكرار ويقصد به تكرار لفظين يكون المرجع فيهما واحد، مثل عودة الضمير على متقدم في مثل قولنا: (السماء نجومها مضيئة) فالضمير (ها) يعود على متقدم هو السماء، ولا يمكن تفسيره إلا بالرجوع إلى ما يُحيل إليه، ومن ثم ترتبط الكلمة (الثانية) بالكلمة الأولى. ويعد هذا التكرار من قبيل الإحالة إلى سابق.
2. المصاحبة المعجمية: ويُراد بها العلاقات القائمة بين الألفاظ في اللغة مثل علاقة التضاد، وعلاقة التقابل، وعلاقة الجزء بالكل، وعلاقة الجزء بالجزء، مما يشيع في اللغة عامة.

الثاني: السبك النحوي ويتحقق بالعطف حروف العطف والإحالة والوصف وغيرها.

### المصطلح الخامس: الانسجام / الحبك
هو ذلك المعيار الذي يختص بالاستمرارية المتحققة للنص، أي استمرارية الدلالة المتولدة عن العلاقات المتشكلة داخل النص. ويقوم الانسجام النصي عن طريق تحقق العديد من العلاقات الدلالية بين أجزاء النص مثل:
1. علاقات الربط: (الوصل والفصل، والأضافة، والعطف).
2. علاقات التبعية: (الإجمال والتفصيل، والسببية، والشرط، والعموم والخصوص).

## المعايير النصية السبعة
1. السبك أو الربط النحوي.
2. الحبك أو التماسك الدلالي.
3. القصد: أي هدف النص.
4. القبول والمقبولية: وتتعلق بموقف المتلقي من قبول النص.
5. الإخبارية أو الأعلام: أي توقع المعلومات الواردة فيه أو عدمه.
6. المقامية: وتتعلق بمناسبة النص للموقف.
7. التناص.

## أولا:السبك
وينقسم السبك الي نوعين ويشمل:
- السبك النحوي ويشمل:

الإحالة المتبادلة والأستبدال والحذف والربط.
- السبك المعجمي ويشتمل علي علاقتي:

التكرار والمصاحبة اللغوية أو التضام.

### الإحالة
الإحالة مصدر الفعل إحال والمعني العام لهذا الفعل هو التغيير ونقل الشئ الي شئ أخر.
الإحالة في الأصطلاح
هي العلاقة بين العبارات من جهه وبين الأشياء والمواقف في العالم الخارجي الذي يشير الية العبارات.
جون لاينو يصف العلاقة بين الأسماء والمسميات هي علاقة إحالة: فالأسماء تحيل الي المسميات.

هناك بعض المؤلفين تناولوا موضوع الإحالة وتعريفها فهو علاقة معنوية بين ألفاظ معينة وما تشير إليه من أشياء أو معان أو مواقف تدل عليها عبارات أخرى في السياق أو يدل عليها المقام وتلك الألفاظ المحيلة تعطي معناها عن طريق قصد المتكلم مثل الضمير وأسم الأشارة وألخ.
حيث تشير هذة الألفاظ إلي أشياء سابقة أو لاحقة، قصدت عن طريق ألفاظ أخرى أو عبارات أو مواقف لغوية أو غير لغوية.
الإحالة في علمك اللغة النصي هو وسيلة من وسائل الأتساق وربط أجزاء النص وتماسكهاو يتم ذلك عن طريق:
- طريق مباشر: وهو القصد الدلالي الي ما يشير إليه اللفظ مباشرة، فالعنصر المحيل والمحال الية لابد أن يكونا بارزين، دون الحاجة إلي التأويل.
- التأويل، وذلك في حالة عدم وجود المحال الية بشكل مباشر داخل النص.

وينبغي التأكيد أن كلتا الطريقتين تخضعان لما يلي:
1. تجسيد علاقة دلالية بين المحيل والمحال إليه.
2. أن تتسم تلك العلاقة بالتوافق والأنسجام من خلال اشتراك اللفظ المحيل والمحال اليسه في مجموعة من العناصر تؤكد طبيعة تلك العلاقة.

عناصر الإحالة تتوزع كما يلي:
1. المتكلم أو الكاتب الصانع للنص، وبقصده المعنوي تتم الإحالة إلى ما أراد؛ حيث يشير علماء النص إلي أن الإحالة عمل إنساني.
2. اللفظ المحيل، وهذا العنصر الإحالي وينبغي أن يتجسد إما ظاهرا أو مقدرا، كالضمير أو الأشارة، وهو سيحولنا ويغيرنا من أتجاة إلي اتجاه خارج النص وداخله.
3. المحال إليه، وهو موجود إما خارج النص أو داخله من كلمات وعبارات أو دلالات، وتفيد معرفة الإنسان بالنص وفهمه في الوصول إلي المحال إليه.
4. العلاقة بين اللفظ المحيل والمحال إليه، والمفروض أن يكون التطابق مجسدا بين اللفظ المحيل والمحال إليه.

### الاستبدال
يعد الاستبدال أحد المناهج الأساسية أو المعايير الجوهرية التي تستعن بها اللسانيات الحديثة.
فهو يقوم علي أساس استبدال العناصر اللغوية بعضها ببعض، سواء أكانت هذه العناصر أصواتا أو كلمات (أفعالا أو أسماء أو حروفا) أو جملا، ولذلك تتعدد أشكال الاستبدال ما بين صوتي ونحوي ودلالي.

#### الاستبدال الصوتي
هو المنهج الذي يعين علي التمييز بين الوحدات الصوتية (الفونيمات) وغيرها من الأصوات.
فالاستبدال في عرف المحدثين هو وسيلة من وسائل الكشف عم الوحدات الصوتية التي تعيين علي التفريق بين المعاني، فالفروق بين ساح وصاح، وبين مال ونال، وكذلك بين قال وقاد أو قال وقيل؛ وهي فروق صوتية أدت إلي المعرفة أن السين والصاد وحدتان مختلفتان، وكذلك الميم والنون، ومثلهما اللام والدال، وكذلك ألف المد وياؤه.
فهو الإعلال والإبدال في الصرف حيث يتم أستبدال الأصوات بعضها ببعض. في بعض الكلمات كاستبدال الياء والواو إحداهما بالأخرى: فالياء تستبدل بالواو إذا وقعت الواو (و هي ساكنة) بعد الكسر، مثل:
ميزان فأصلها موازن، وميعاد أصلها موعاد؛ وتستبدل الواو بالياء إذا وقعت الياء وهي ساكنة بعد الضمة نحو موقن، فأصلها ميقين، مثل موسر فأصلها ميسر، لأنها من أيسر.

#### الاستبدال النحوي
يكون علي مستوي التركيب اللغوي حيث يتم أستبدال كلمة بكلمة واحدة تقدمت عليها في التركيب أو كلمتين أو أكثر، أو أستبدال كلمة بجملة، طلبا للاختصار، ومنعا للتكرار.

### الحذف
الحذف هو ظاهرة شديدة الوضوح في الكتب العربية، تناولها النحاة والبلاغيون والمفسرون، وعقد لها ابن جني بابا سماه باب شجاعة العربية، كما قال عبد القاهر الجرجاني: «هو باب دقيق المسلك، لطيف المأخذ، عجيب الأمر، شبية بالسحر، فإنك تري به ما ترك الذكر أفصح من الذكر، والصمت عن الإفادة أزيد للإفادة، وتجدك أنطق ما تكون إذا لم تنطق، وأتم ما تكون بيانا إذا لم تبن».
وهو لغة كما ذكر الزركشي الإسقاط، ومنه حذفت الشعر إذا أخذت منه، واصطلاحا: إسقاط جزء الكلام أو كله لدليل.
والنحاة أنطلقوا في ظاهرة الحذف من قاعدة أساسها أن التركيب اللغوي لابد له من طرفين أساسيين هما المسند والمسند اليه، فإذا استغني المتكلم عن أحداهما قدر محذوفا لتتم به الفائدة أو الجملة.
فهي ظاهرة ترتبط كثيرا بالمستويات اللغوية كالمستوي التركيبي والمستوي الدلالي، ولا يمكن أقامة هذين المسويين في الجملة دون تقدير ما هو محذوف.
والحذف كعلاقة أتساق لا يختلف عن الاستبدال إالا بكون الأول «استبدال بالصفر» أي أن العلاقة الاستبدال تترك أثرا، واثرها ها هو وجود أحد عناصر الاستبدال، بينما علاقة الحذف لا تخلف أثرا، ولهذا فان المستبدل يبقي مؤشرا يسترشد به القارئ للبحث عن العنصر المفترض، مما يمكنه من ملء الفراغ الذي يخلقه الاستبدال، بينما الأمر علي خلاف هذا في الحذف، إذ لا يحل محل المحذوف أي شئ، ومن ثم نجد في الجملة الثانية فراغا بنيويا يهتدي القارئ الي ملئه اعتمادا علي ما ورد في الجملة الأولي أو النص السابق.
ومن أمثلة ذلك قوله تعالى: (وقيل للذين اتقوا ماذا أنزل ربكم قالوا خيرا) المحذوف «أنزل ربنا» وفي ذلك مرجعية قبليه بين مكان العنصرين المحذوفين من الجملة الثانية «أنزل ربنا» وبين المذكور في الجملة الأولي.
وإعمال الفكر في تقدير المحذوف وبيان مرجعيته يؤدي إلي التماسك النصي الذي يتحقق من خلال ثلاثة أمور:
1. التكرار، وذلك بعد تقدير المحذوف.
2. المرجعية بين العنصر المحذوف وبين العنصر المذكور، أي بين الجملتين، وهي إحاله قبليه كثيرا كما في الآية القرآنية: (ماذا أنزل ربكم) قالوا " أنزل ربنا خيرا ": تكرار + مرجعية قبلية وإحاله بعديه قليلا، ومثالها قول قيس بن خطيم:نحن بما عندنا وأنت بماعندك راض والرأي مختلف ، أراد نحن بما عندنا " راضون "، وأنت بما عندك راض "
 فالتماسك النصي تحقق بين هذين الشطرين بعد تقدير المحذوف في الشطر الأول من لفظ المذكور في الشطر الثاني، فهي إذا مرجعية بعدية.
3. وجود دليل أو قرينة تشير للعنصر المحذوف، وهي التي تنشأ مع المرجعية الداخلية، ومن ثم يتحقق التماسك النصي إذا داخل الجمل.

أما عن سورة البقرة فهي سورة مكية، عدد آياتها مائتان وست وثمانون آيه، أطول سور القرآن الكريم وقد ذكر الزركشي بعض آياتها فيما لا يظهر فيه الأرتباط، ويظهر فيها التماسك النصي لآيات السورة وذلك بإيضاح أثر الحذف في ترابط الجمل، وهو أثر يضاف للفوائد العديدة التي ذكرها القدماء والمحدثون عند حديثهم عن الحذف.
وفيها يلي بيان خطوات التحليل وهي:
- ذكر الآيات التي أشتملت علي الحذف مع تقدير

المحذوف.
- بيان الدليل علي المحذوف.

الآيات التي أشتملت علي الحذف:
1. الآية (2): قال تعالي: (ذلك الكتاب لا ريب فيه ↓ هدي للمتقين)

… … … «هو»، الدليل علي المحذوف: (الكتاب) الآية نفسها.
1. الآية (3): قال تعالي: (↓ الذين يؤمنون بالغيب ويقيمون الصلاة ومما رزقناهم ينفقون) «هم».

الدليل علي المحذوف: (ذلك الكتاب لا ريب فيه هدي للمتقين) الآية 2.
وغيرها من آيات القرآن الكريم الأخرى.
أدلة الحذف:
1. أن يدل العقل علي الحذف والمقصود الأظهر علي تعيين المحذوف، كما في قوله تعالي: (حرمت عليكم الميتة والدم ولحم الخنزير) (المائدة 3) فإن العقل يدل علي الحذف، والمقصود الأظهر يرشد إلي أن التقدير: حرم عليكم تناول الميتة والدم ولحم الخنزيسر، لأن الغرض الأظهر من هذة الأشياء هو تناولها.
2. أن يدل العقل علي الحذف: والعادة علي التعيين، كقوله تعالي حكاية عن امرأة العزيز: (فذلكن الذي لمتني فيه) (يوسف 32) فدل العقل علي الحذف فيه، لأن الإنسان إنما يلام علي كسبه، فيحتمل أن يكون التقدير: (في حبه)، لقوله تعالي: (قد شغفها حبا) (يوسف 30)، وأن يكون في شأنه وأمره فيشملهما. ودلت العادة علي تعيين المراودة، لأن الحب المفرط لا يلام الإنسان عليه في العادة لقهره صاحبه وغلبته إياه. وإنما يلام علي المراودة الداخلة تحت كسبه التي يقدر أن يدفعها عن نفسه.
3. الشروع في الفعل، كقول المؤمن: (بسم الله الرحمن الرحيم) عند الشروع في القراءة أو أي عمل، فالمحذوف يقدر بما جعلت التسمية مبتدأ له قراءة كان أو فعلا. فإن كانت عند الشروع في القراءة قدرت (أقرأ)، أو الأكل قدرت (أكل)؛ ويدل علي صحة الأول: التصريح به في قوله تعالي: (و قال اركبوا فيها بسم الله مجراها ومرساها إن ربي لغفور رحيم) (هود 41).
4. اقتران الكلام بالفعل: فإنه يفيد تقديره، كقولك لمن أعرس: بالرفاء والبنين أعرست.

### الربط
ويكون بحروف العطف أو واو الحال أو واو المعية أو أدوات نصب المضارع أو أدوات الشرط أو الفاء في جواب الشرط وأيضا أدوات الأستثناء.

### التكرار
التكرار لغة واصطلاحا:
التكرار تشاكل لغوي يلفت الأنتباه، ومظهر من مظاهر التماسك المعجمي؛ حيث يقوم ببناء شبكة من العلاقات داخل المنجز النصي؛ مما يحقق ترابط النص وتماسكه، إذ إن العناصر المكررة تحافظ علي بنية النص، وتغذي الجانب الدلالي، والتداولي فيه، وذلك من خلال تكاثر المفردات وكثافتها؛ مما يحقق سبك النص وتماسكة، وإعادة تأكيد كينونته، واستمراريه واطراده.
والتكرار لغة:

من (د.ر.ك) والكر: الرجوع، وإعادة الشئ مرة بعد مرة، والعطف والكرة: البعث، والتجديد، والخلق بعد الفناء.
فالتكرار في المعجم العربي يدور حول المعاني الآتية (الرجوع، والإعادة، والعطف، والبعث).
أما في الاصطلاح فهو: تكرار اللفظة الواحدة باللفظ أو بالمعنى.
حظي مبحث التكرار البلاغي بالأهتمام عند علماء العرب، وتظهر عنايتهم به بتفصيلهم المائز لأقسامه وأنواعه، ولعل استقساء مفهومه عند علماء البلاغة يظهر تصورهم العلمي الدقيق له من خلال المصطلحات التالية:
أولا: التكرار: بمعني أ يتكرر المتكلم اللفظة الواحدة باللفظ أو المعني.

ثانيا: التكرير: أن يدل اللفظ علي المعني مردودا، كقولك: «أسرع، أسرع»؛ فإن المعني مردد، واللفظ واحد.

ثالثا: التصريع: وهو من المكرر في الشعر، وهو أن يكون في البيت لفظة واحدة وسطا وقافية.

رابعا: الترديد: وهو أن يعلق المتكلم لفظة من الكلام بمعني، ثم يرددها، أو يعلقها بمعني آخر، ومنه قوله تعالي: (و لكن أكثر الناس لا يعلمون (6) يعلمون ظاهرا من الحياة الدنيا) }الروم6-7{.

خامسا: المردد: هو من الجناس غير تام، هو الذي يلي أحد المتجانسين فيه الآخر، ويسمي مردود، ومزدوج ومكرر مثل قوله: (و جئتك من سبأ بنبإ يقين) النمل: {22 }.

سادسا: المردوف: وهو من الجناس الناقص ـ أيضا ـ، إذ يختلف فيه اللفظان بالزيادة والنقص، كما في (ساق ومساق، وحال ومحال)

ولعلنا نستنتج من التصور السابق أن البلاغيين ميزوا بين أنواع عدة من التكرار هي:
1. التكرار المحض (اللفظي) أو (التام)، وفيه نوعان: التكرار القريب: إذ يتجاور فيه اللفظان المكرران، كما في (أولي لك فأولي)، أما التكرار البعيد فيوجد فاصل بين المكررين سواء أكان متوسطا أم طويلا، وهذا النوع شائع في الكلام.
2. التكرار الناقص: وهو من أنواع الجناس، وفيه نوعان: إما بالزيادة والحذف، مثل (ساق و (مساق)، وهو المردد، وإما بتغيير أحد حروف الكلمة، مثل (نبأ) و (سبأ)، وهو مردوف.
3. التكرار من حيث متعلقة، وفيه نوعان: التكرار لمتعلق واحد، وهو الشائع، أو التكرار لمتعلقين مختلفين، كما في (أسباب المنايا) و (أسباب السماء).

وتشير الدرسات البلاغية المستفيضة لوظيفة التكرار إلي أنه يأتي لأغراض متعددة أهمها: التعظيم، والتهويل، والوعيد، والتهديد، والتعجب، والتنبيه، والأمن من اللبس أو السهو، وعند تعدد المتعلق؛ لذا كانت دراسة البلاغيين للتكرار. وأن كانت تخدم الدراسة النصية. إلا أنها تختلف عن دراسة علماء النص له؛ إذ أن النصين لا ينظرون إلي الوحدة المعجمية تحمله في ذاتها؛ بل بحسب موقعها، ودورها في تماسك النص، واتساقه؛ مما يسهم في ثبات النص وأستمراريته.

عند علماء النص: فلقد نال مصطلح التكرار عناية علماء النص، بسبب كونه مظهرا من مظاهر التماسك المعجمي الذي يؤدي إلي سبك النص، وهناك درسات متعددة أثمرت تنوعا في أصطلاحه، من حيثالمصطلح وتفريعه، وبالقراءة الدقيقة لهذه التعريفات يمكن أن نخرج منها بالتعريف التالي:

إن التكرار النصي هو أعادة العنصر المعجمي بلفظه، أو بشبه لفظه، أو بمرادفه، أو بزنته أو بمدلوله، أو ببعض منه، أو بالاسم العام له؛ مما يؤدي إلي تماسك النص وسبكه.
شروطه:
اتفق العلماء القدماء ومحدثون علي شروط التكرار، ومنها: أن يكون للمكرر نسبة ورود عالية في النص، وأن يساعد رصده علي فك شفرة النص وإدراك دوره الدلالي فيه، وأن يقع التكرار من أكثر من كاتب، أو في النص الواحد.
وقد نبه دي بوجواند إلي أن التكرار قد يكون ضارا إن لم يحسن استخدامه؛ مما يؤدي إلي إحباط الإعلامية، وتقليصها، كما أن الإكثار منه قد يظهر الفقر اللغوي لدي الكاتب؛ وينتج عنه عدم قبول النص لعدم تماسكه.

أنماط التكرار:

تعددت أنماط التكرار لتعدد صوره، فبعض الدارسين نظروا إلي التكرار بصورته اللفظيه، ما بين تكرار كلي أو جزئي، أو تكرار صيغة أو وزن، وبعضهم الآخر نظر إلي التكرار بصورته المعنوية، ومنه التكرار بالمرادف وبالمشترك، والتضاد، والتضمين، وبالحقل، والأشتمال، والمعاني العامة؛ ومن هذة والأنماط:
1. التكرار الكلي
2. التكرار الجزئي
3. التكرار بالمرادف
4. التكرار بالتضاد
5. التكرار بالمشترك
6. التكرار بالتضمين والأشتمال، والكلمات العامة
7. التكرار بالحقل

وهذة القائمة توحي لنا بأن التكرار ظاهرة تغطي مجالا واسعا جدا وقطاعا عريضا من اللغة، وبعض هذا العرض لأنماط التكرار عند العلماءو الذي ستعتمد عليه الدرسات التطبيقية للنصوص وهي:

أولا: التكرار الصوتي:

أ- تكرار الوزن.

ب- الجناس الناقص.

ثانيا: التكرار الشكلي:

أ- تكرار كلي وينقسم إلي:
1. تكرار كلمة.
2. تكرار جملة.

ب- تكرار جزئي.

ثالثا: التكرار الدلالي:

أ- التكرار بالعلاقات الدلالية للبنية المعجمية.

ب- التكرار المضموني.

التكرار وأثره في التماسك النصي:

دور التكرار نصيا فهو يدعم التماسك النصي من خلال قيامه بالوظائف التالية:
1. الاستمرارية: الاستمرار في تكرار كلمة معينة يسهم في تتابع النص وترابطه، وبالرغم من تكرار الوحدة المعجمية نفسها، إلا أن الكلمتين المكررتين لا تحملان الدلالة ذاتها.
2. شد النص: وسبكه من خلال هذا الاستمرار والاطراد.
3. كثافة الكلمات المكررة داخل النص، إذ إن الكلمة المكررة تكتسب كثافة أعلي.
4. إن بناء النص علي عناقيد من الكلمات المكررة يوضح القضية الكبري في النص، فتلك هي المفاتيح التي تربط المحتوي القضوي، وتسهم في الربط بينها.
5. يحمل طاقة وظيفية متميزة، تتمثل في الدعم الدلالي لمفردات محددة في النص، وإبقاءه عليها في بؤرة التعبير.
6. إعادة اللفظ تمنح منتج النص القدرة علي خلق صور لغوية جديدة، لأن أحد العنصرين قد يسهم في فهم الآخر؛ مما يدعم بناء النص وإعاده تأكيده، ويخدم الجانب الدلالي والتداولي فيه، الأمر الذي يفرض تآزرا ما بين الجانب المعجمي للنص، وسياقه الخاص.
7. تسهيل فهم الكلام: وفائدته هنا تتمثل في أنه يظهر تعالق الجمل بعضها ببعض.كما أنه يسهل السامع أو القارئ فهم النص إذ يتم توصيل المعلومات إليه.

فإن أهمية التكرار تكمن في أنه وسيلة من وسائل التماسك إذ أنه المعيار الذي يميز بين النص واللانص.

### التضام
مبدأ التضام أو الالتحام أو الأتساق في الكلام، مبدأ معروف عند العرب، فهي تبقي صورة وتركيبا لغويا جميلا
أمثلة:
- صليت في المسجد الجامع.
- صليت في. الجامع.

التضام قضية وار]ة في كل السياقات والجمل العربية الصحيحة نحويا، فهو مبدأ متحقق في كل تلك الجمل. أما التمايز فيأتي من البناء اللغوي اللفظي، كل زيادة أو نقصان في بناء الملفوظ تؤدي الي اختلاف في البناء يتبعه اختلاف في الدلالة.
في المثال الأول المسجد هناك معروف بالوصف المخبر به، أي المسجد الجامع، والمسجد الجامع هو الجامع نفسه، الجامع هو ما تلقي فيه الخطبة يوم الجمعة.

كل جامع مسجد وقد يكون أكثر بمعني قد يضم مرافق آخري مثلا أماكن للدراسة أو لنوم الطلبة، ليس كل مسجد جامع، فالمسجد مكان تؤدي فيه الصلاة، والمساجد كثيرة بالمقارنة مع الجوامع ووجود الجوامع مقترن بكثرة من حيث العدد ووجودها يغطي أماكن المسلمين. 

وأيضا:
- اسأل مدير المدرسة، اسأل المدرسة.
- اسأل القرية، أي اسأل أهل القرية.

في ذلك المثال، يمكن ان تسأل أي شخص أو جماعة في المدرسة، وذلك مبني علي مقاصد وغايات، قد تدعم بقرائن لفظية أو آخري سياقية. خارجية وداخلية، والتعبير في حقيقته مجازي ومعروف عند الجميع.

مبدأ التمايز لا يمكن أن يتحقق إلا بوجود تلك القرائن، حتي وإن لم تكن لفظية. فاسأل المدرسة هو نفسة أسأل مدير المدرسة أو حارس المدرسة أو طلبة المدرسة. ألخ